# アッタプー県
アッタプー県（アッタプーけん）は、ラオス南部の県。

## 民族
住民のほとんどは中地ラオス人（少数民族）である。

## 産業
- 近年インフラが飛躍的に整備された。
- ボーラウェン高原の玄関口として今後観光客の増加が見込まれる。

## 交通
- アッタプー国際空港：2015年、サイセーター郡において開港。国内線も含め現在運航停止中[1][2]。

## 行政区分
1. 1705 プーウォン郡（英語版）
2. 1702 サーマッキーサイ郡（英語版）
3. 1703 サナームサイ郡（英語版）
4. 1704 サーンサイ郡（英語版）
5. 1701 サイセーター郡（英語版）

## 水害
2018年7月24日、建設中の水力発電用ダム、セピアン・セナムノイダムが決壊。死者、行方不明者数百名、6000人以上が家を失う。